# Portal de la vila fortificada (Tiurana)
El Portal de la vila fortificada és una obra de Tiurana (Noguera) declarada bé cultural d'interès nacional.

## Descripció
L'antiga vila de Tiurana quedà negada a conseqüència de la construcció de la presa del Pantà de Rialb. Alguns dels elements arquitectònics més destacats del poble foren traslladats, entre els quals aquest portal, format per un arc de mig punt amb grans dovelles i fet amb pedra de carreu. A la clau hi ha un escut molt desgastat; a més, falta la filera de pedres que rematarien l'arc. Actualment conforma l'accés al cementiri de la nova Tiurana.

## Història
Tiurana va ser infeudada, sota el comtat d'Urgell, pel rei Pere el Gran, al Comte Ermengol, l'11 de desembre de 1278. El 7 d'agost de 1414, arran de l'espoliació de dit comtat pel rei Ferran d'Antequera, la vila de Tiurana, juntament amb la de Vilaplana, fou concedida al donzell Pere Blan, nebot de l'arquebisbe de Tarragona i el que notificà oficialment a Ferran la seva elecció a Casp.
Tiurana i Vilaplana "son de Don Andrés Blan", segons un document, el primer terç del segle xvii.
A una relació datada el 1831, Tiurana és senyoriu del Baró de Tiurana, Dux d'Híxar.
Aquest arc es trobava a la part nord del carrer Major, el més antic del poble, que junt amb un altre que hi havia a la part sud eren els únics accessos a Tiurana. Aquests arcs i les cases formaven un poble tancat. La data de construcció d'aquest arc coincideix amb la del carrer, és a dir, era una de les obres més antigues que hi havia al poble.